# K27OJ-D
K27OJ-D es una estación de televisión de baja potencia propiedad de Grupo Multimedios con licencia en El Paso, Texas.

## Historia
La estación empezó retransmitir como K69IB el 6 de marzo de 1998. Retransmitía generalmente la programación de XHIJ-TV, siendo la estación más nueva en el área de El Paso-Ciudad Juárez-Las Cruces (después del inicio de la repetidora de Azteca 7 en la zona, XHCJH-TV).
La estación cambió su identificativo a K40FW y se movió al canal 40 en 2001, con el fin de despejar los canales del 60 al 69.
En 2003, K40FW dejó de transmitir, regresando como afiliada de Más Música TV. En 2006, empezó retransmitir Multimedios Televisión.
En 2011, la estación cambió a K26KJ en canal analógico 26. La estación obtuvo un permiso para operar el canal digital 26, pero no se convirtió a digital hasta después de que en Ciudad Juárez las estaciones analógicas fueron apagadas; el canal analógico 26 salió el aire en mediodía del 15 de julio de 2015, y K26KJ digital fue lanzado en su lugar. Aun así, la estación utiliza canal virtual 25, dado que KINT-DT (RF canal 25) utiliza canal virtual 26. La estación estuvo autorizada para su operación digital el 24 de julio de 2015, y cambió su identificativo de llamada a K26KJ-D.
El 23 de junio de 2017, Cabada Holdings, LLC (anteriormente Broadcast Group, Ltd.) acordó vender la licencia de K26KJ-D a Martin Lorenzo Smith, director de relaciones públicas y ventas internacionales de Grupo Multimedios en los Estados Unidos. Esto hará de K26KJ-D la primera estación operada por Multimedios en los Estados Unidos.
El 1 de julio de 2017, el canal inició transmisiones del Canal 28 de Chihuahua en el 25.3, llevando así por primera vez la señal de Canal 28 al área de Ciudad Juárez/El Paso y El 1 de enero de 2019 comenzaron las transmisiones de TeleJuárez en el 25.4 y TSN Televisión en el 25.5, así dando entretenimiento en toda el área de Ciudad Juárez/El Paso, que cesaron el 18 de noviembre de 2020.

## Televisión digital
El canal digital está multiprogramado de la siguiente forma:
| Canal Virtual | RF   | Resolución | Relación de Aspecto | PSIP    | Red             | Programación                                       |
| ------------- | ---- | ---------- | ------------------- | ------- | --------------- | -------------------------------------------------- |
| 25.1          | 26.1 | 720p       | 16:9                | VOZYVIS | Voz y Visión TV | Canal principal, transmitiendo contenido religioso |
| 25.2          | 26.2 | 480i       | 16:9                | TLRTMO  | Teleritmo       | Grupero                                            |
| 25.3          | 26.3 | 480i       | 16:9                | CCBM    | CCBM TV         | Religioso                                          |

Anteriormente, se emitía la señal de Multimedios Televisión y Canal 28 en esta estación, más sin embargo, fueron trasladadas a la estación XHMTCH-TDT, del lado de Ciudad Juárez, Chihuahua.